# Alforja
Alforja ist eine Gemeinde im Süden Kataloniens mit 2.019 Einwohnern (Stand: 2024) und liegt in der Provinz Tarragona und der Comarca Baix Camp. Neben dem Hauptort Alforja besteht die Gemeinde aus den Ortschaften Les Barqueres, Els Garrigots, El Mas de l'Aleu, Portugal, Sant Antoni und Els Servians. 

## Lage
Alforja liegt etwa 25 Kilometer westnordwestlich von Tarragona in einer Höhe von ca. 375 m.

## Bevölkerungsentwicklung
| Jahr      | 1970 | 1981 | 1991 | 2001 | 2011 | 2021 |
| Einwohner | 1304 | 1128 | 1088 | 1309 | 1866 | 1843 |

## Sehenswürdigkeiten

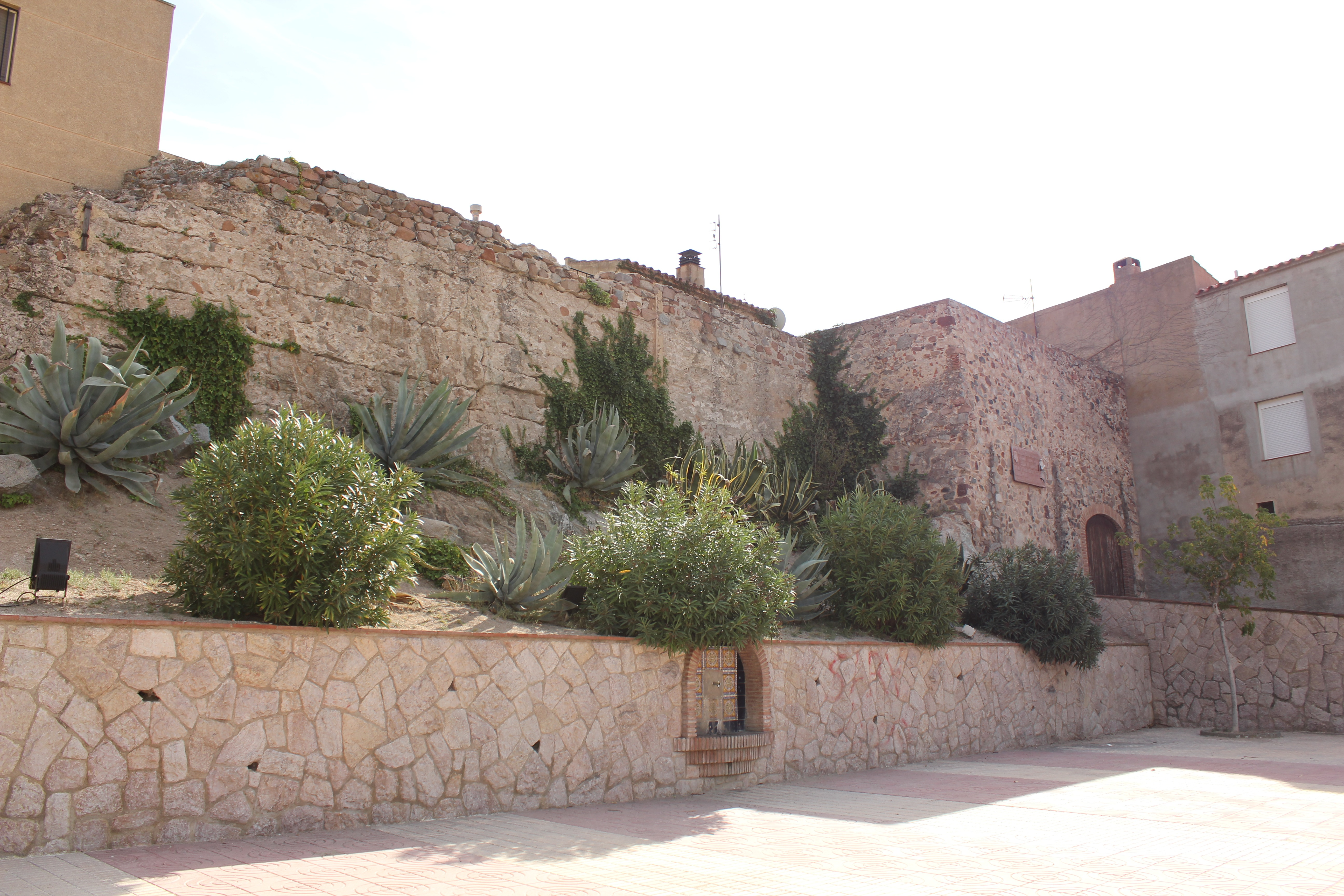
Reste der alten Burg
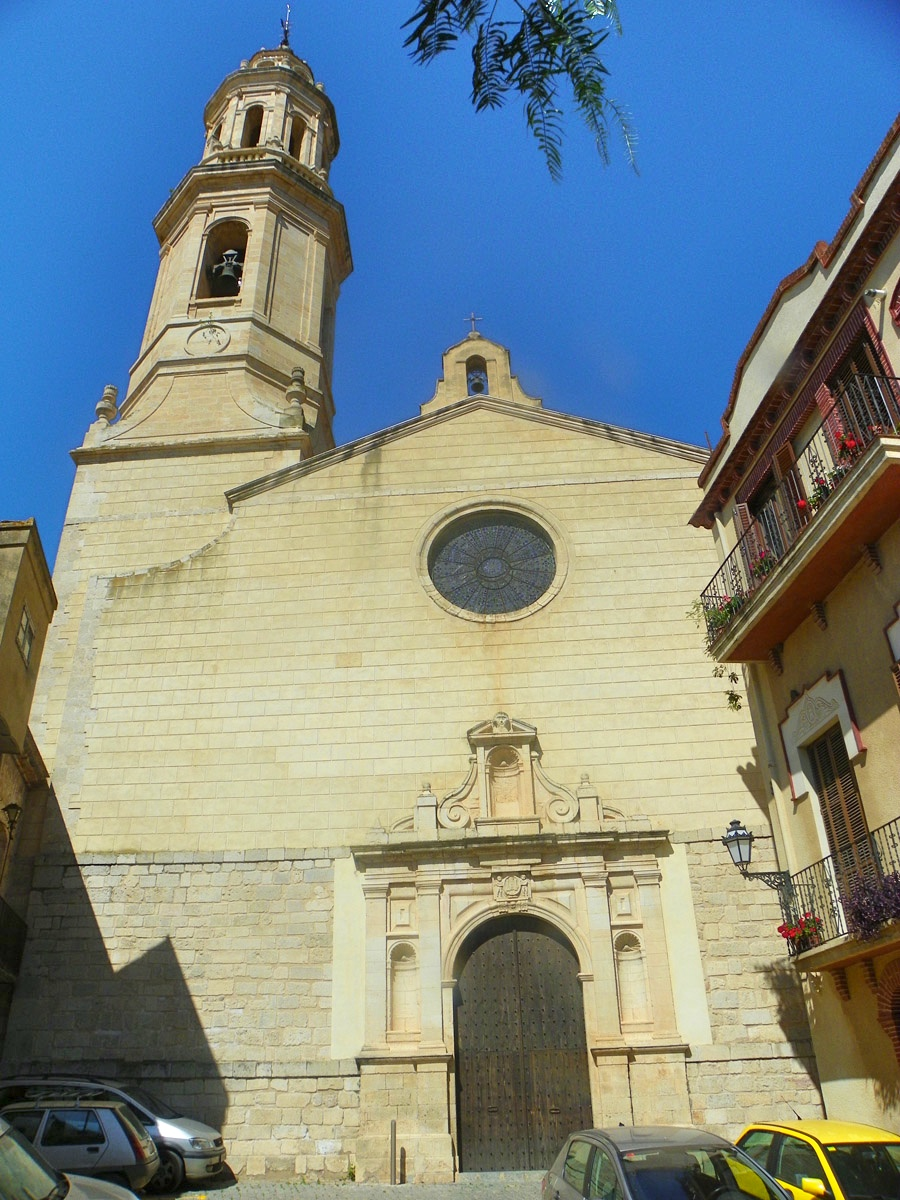
Michaeliskirche
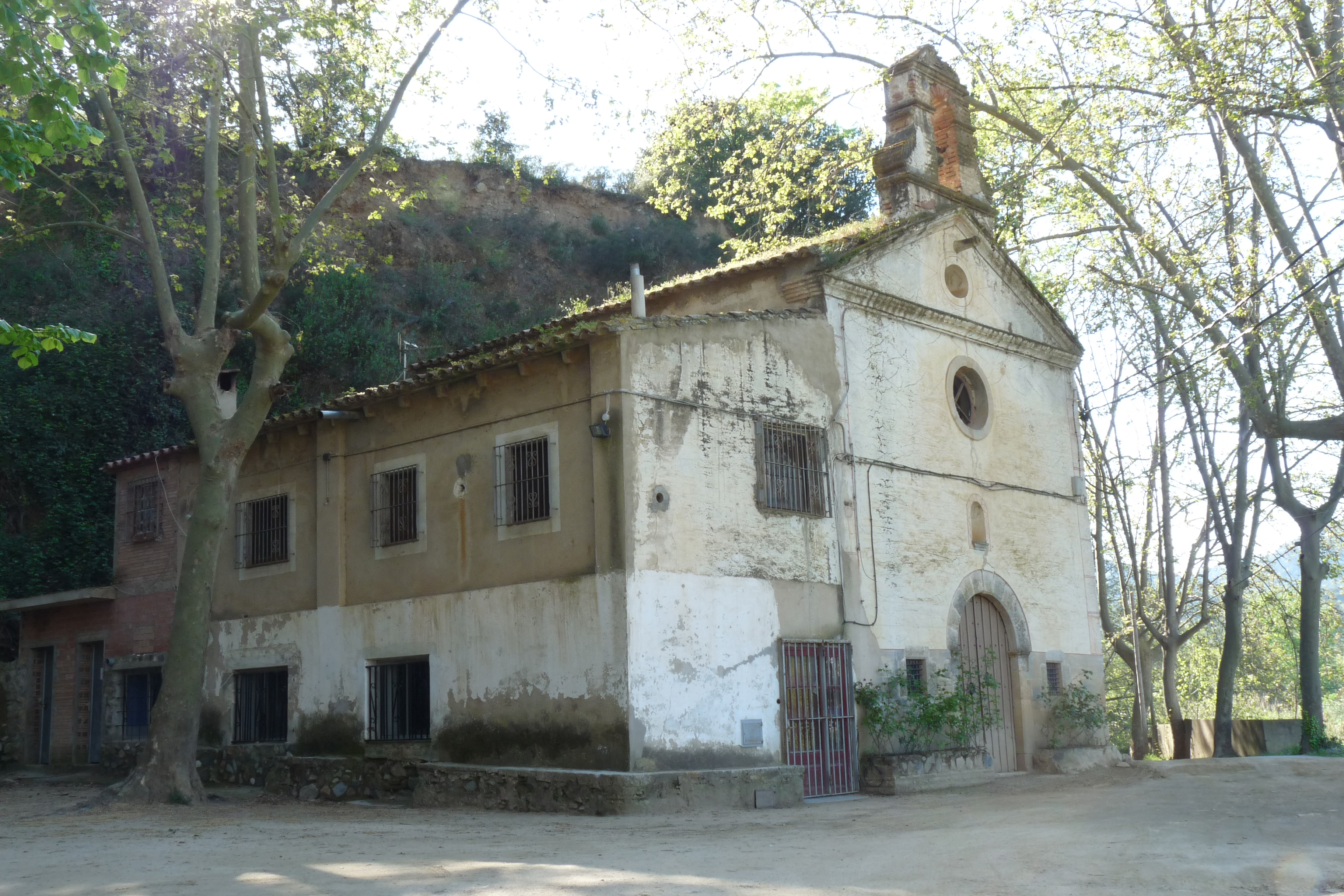
Antoniuskapelle
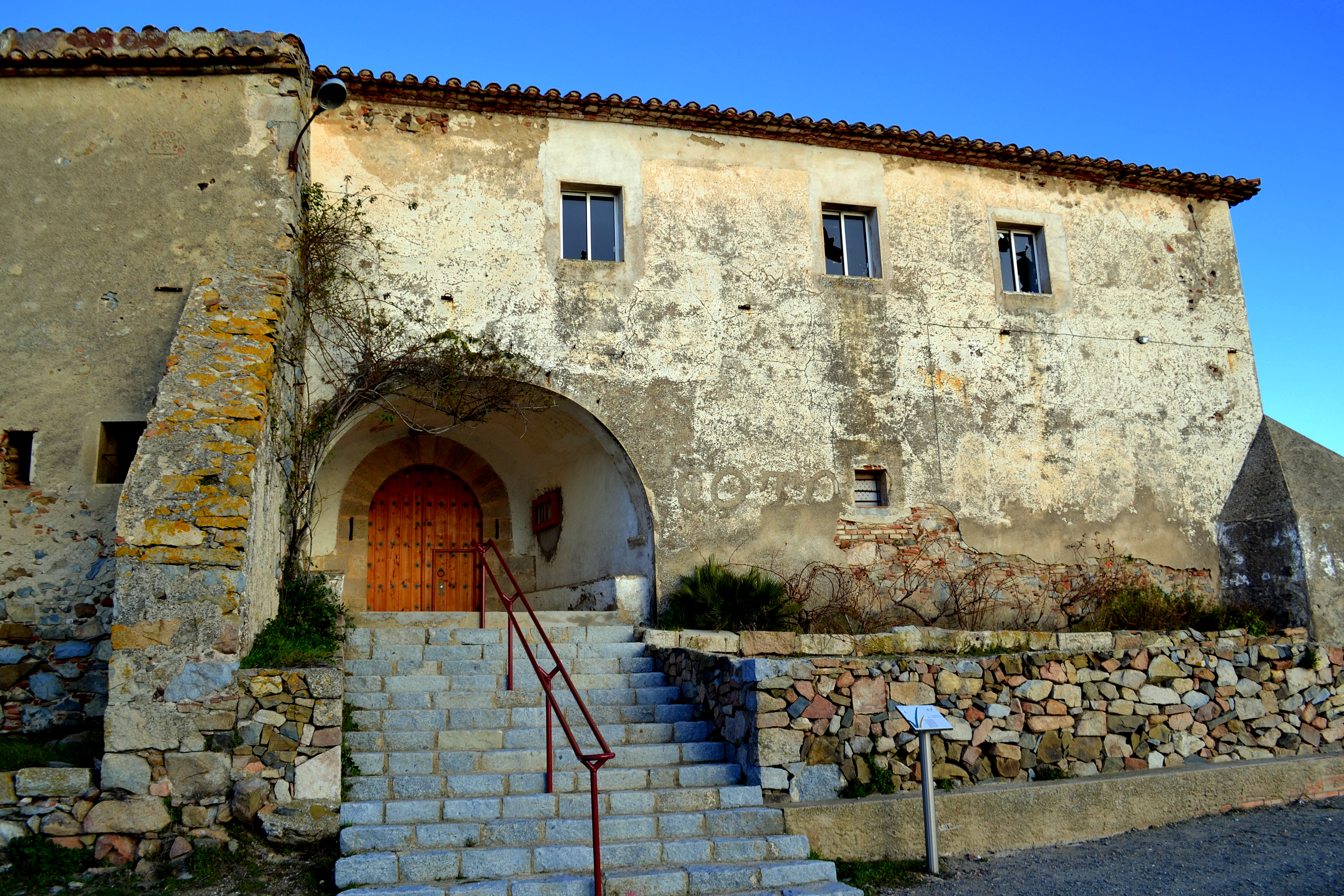
Marienkapelle
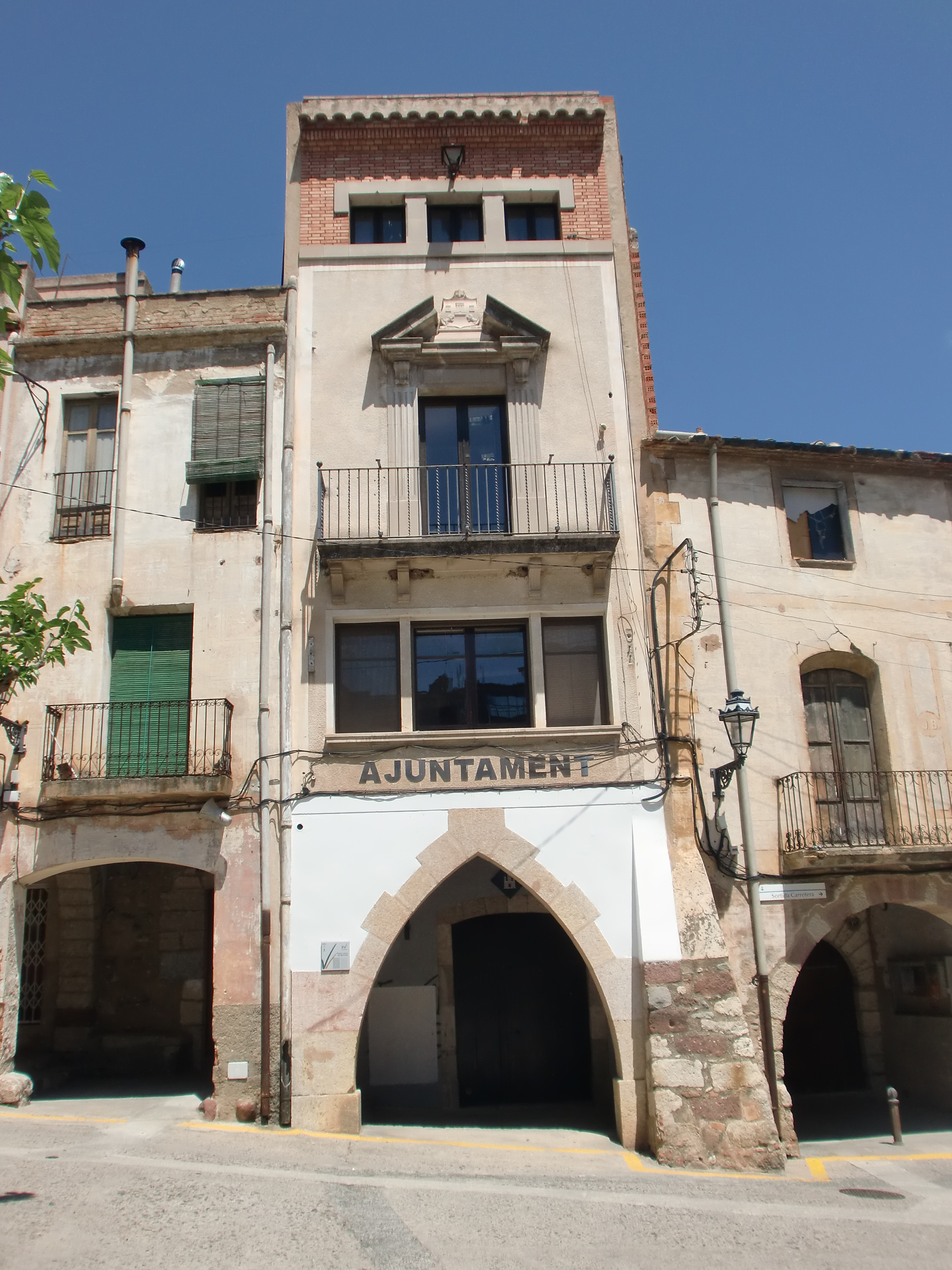
Rathaus

- Marienkapelle in Puigcerver

- Reste der alten Burg
- Michaeliskirche
- Antoniuskapelle
- Marienkapelle
- Rathaus